# Будзув (гміна)
Гміна Будзув (пол. Gmina Budzów) — сільська гміна у південній Польщі. Належить до Суського повіту Малопольського воєводства.
Станом на 31 грудня 2011 у гміні проживало 8650 осіб.

## Площа
Згідно з даними за 2007 рік площа гміни становила 73.41 км², у тому числі:
- орні землі: 52.00%
- ліси: 41.00%

Таким чином, площа гміни становить 10.71% площі повіту.

## Населення
Станом на 31 грудня 2011:
| Опис     | Загалом | Загалом | Чоловіки | Чоловіки | Жінки | Жінки |
| -------- | ------- | ------- | -------- | -------- | ----- | ----- |
| одиниця  | осіб    | %       | осіб     | %        | осіб  | %     |
| все      | 8650    | 100     | 4328     | 50.03    | 4322  | 49.97 |
| міське   | 0       | 100     | 0        |          | 0     |       |
| сільське | 8650    | 100     | 4328     | 50.03    | 4322  | 49.97 |

## Сусідні гміни
Гміна Будзув межує з такими гмінами: Зембжице, Лянцкорона, Макув-Подгалянський, Пцим, Стришув, Сулковіце, Токарня.